# 王永金
王永金（1965年2月—），男，汉族，湖北京山人，中华人民共和国政治人物。现任贵州省人民检察院党组书记、检察长。